# Staphylococcus saprophyticus
Staphylococcus saprophyticus – gatunek bakterii Gram-dodatnich należący do rodzaju gronkowców, wywołujący zakażenia oportunistyczne i zaliczany do grupy gronkowców koagulazo ujemnych (CoNS).

## Morfologia i fizjologia
Drobnoustrój w mikroskopie świetlnym przyjmuje obraz ziarniaków, nieco mniejszych od kolonii gronkowca złocistego.
Bakteria wytwarza katalazę, jest koagulazo-ujemna (różnicowanie z gronkowcem złocistym), oporna na nowiobiocynę oraz fermentuje mannitol (różnicowanie z Staphylococcus epidermidis), jednak wyłącznie w warunkach tlenowych. Gronkowiec złocisty fermentuje cukier niezależnie od dostępności tlenu.
Nie wytwarza toksyn charakterystycznych dla Staphylococcus aureus.
Staphylococcus epidermidis zaliczany jest do fakultatywnych tlenowców.

## Hodowla
Bakteria nie jest wymagająca i wzrasta na większości powszechnie stosowanych wzbogaconych podłożach mikrobiologicznych. Jeśli jednak biomateriał jest zanieczyszczony innymi bakteriami, lepiej stosować podłoża wybiórcze, wykorzystując zdolność gronkowców do wzrostu przy wysokich stężeniach żółci oraz chlorku sodu. Najczęściej stosowanym podłożem jest pożywka Chapmana.
W przeciwieństwie do gronkowca złocistego, otrzymane kolonie są białe. Nie może to jednak służyć różnicowaniu, ze względu na brak charakterystycznego zabarwienia części szczepów S. aureus. Oba gatunki odróżnia się testem na wytwarzanie koagulazy, wkraplając na kolonie kroplę osocza. Jeśli enzym jest obecny, następuje natychmiastowe jej ścięcie - test jest ujemny dla Staphylococcus saprophyticus i epidermidis.
Na agarze z krwią wywołuje hemolizę typu alfa.

## Znaczenie dla człowieka
Bakteria stanowi florę fizjologiczną dróg moczowo-płciowych. Stanowi drugi pod względem częstości czynnik etiologiczny infekcji dróg moczowych, zwłaszcza u młodych kobiet.